# Robert Hughes, Baron Hughes of Woodside

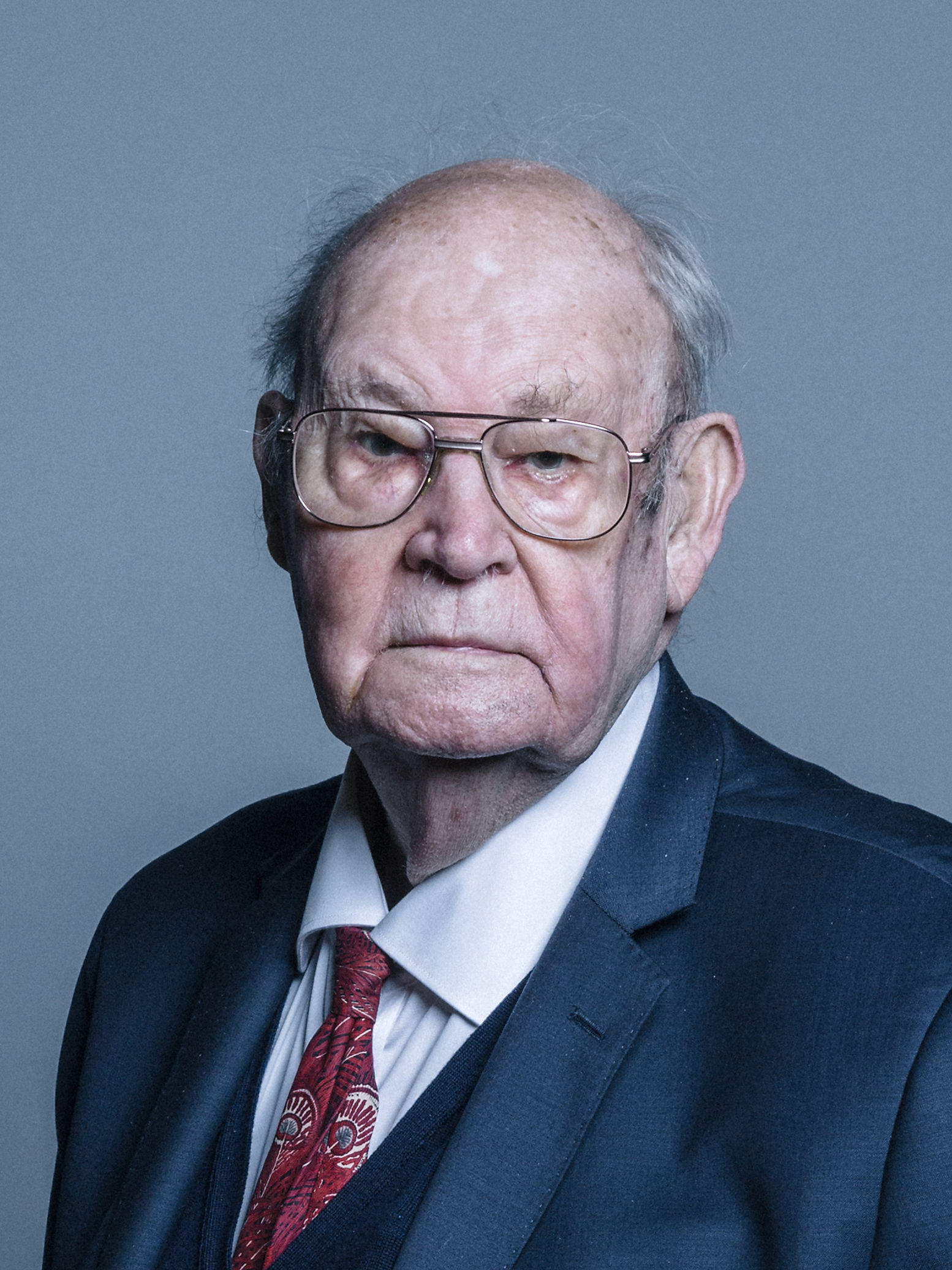
Robert Hughes, Baron Hughes of Woodside (2018)

Robert Hughes, Baron Hughes of Woodside (* 3. Januar 1932 in Aberdeen; † 7. Januar 2022) war ein britischer Labour-Politiker, der von 1976 bis zu deren Auflösung 1995 auch Vorsitzender der Britischen Anti-Apartheids-Bewegung AAM war.
Er ging auf das Robert Gordon’s College in Aberdeen und lebte von 1947 bis 1952 in Südafrika, wo er zuletzt als Technischer Zeichner arbeitete. Von 1970 bis 1997 war er Parlamentsabgeordneter für den Wahlkreis Aberdeen North und wurde anschließend als Baron Hughes of Woodside, of Woodside in the City of Aberdeen, zum Life Peer erhoben.
Von März 1974 bis Juli 1975 war er Unterstaatssekretär für Schottland, trat aber von seinem Amt zurück, da er mit der Einkommenspolitik der Regierung Wilson nicht einverstanden war.
Lord Hughes war Vizepräsident der British Humanist Association.
Unter seiner treibenden Vorstandsarbeit arbeitete das Anti-Apartheid Movement gegen die Weigerung der Thatcher-Regierung in den 1980er-Jahren, Sanktionen gegen Südafrika zu verhängen, und organisierte 1988 ein "Freiheit für Nelson Mandela"-Konzert im Wembley-Stadion, das weltweit übertragen wurde. Lord Hughes nahm an den Unabhängigkeitsfeiern in Namibia im Jahr 1990 teil und war Wahlbeobachter bei den ersten freien Wahlen in Südafrika im Jahr 1994. Nach der Auflösung der AAM wurde er Vorsitzender der Nachfolgeorganisation Action for Southern Africa (ACTSA).
Lord Hughes starb nach längerer Krankheit im Alter von 90 Jahren.